# Mansión de Malnava
La Mansión de Malnava (en letón: Malnavas muiža; en polaco: Małnów) es una casa señorial en la parroquia de Malnava, municipio de Ludza en la región de Latgale de Letonia.

## Historia
Malnava era originalmente parte de la Mansión de Cecina, después conocida como Mansión de Salnava. Hasta 1724, la finca perteneció a la familia noble Hülsen, unos de los mayores terratenientes en Latgale. Jadwiga Hülsen se casó con Jan Szadurski y la finca fue heredada por matrimonio por la familia Szadurski. La mansión estaba a nombre de Szadurski en 1774. Según una auditoría de 1784, los gobernantes eran los hermanos Józef Szadurski y Ksawery Szadurski. Los hijos de este último, Mikolaj Szadurski y Vikenty Szadurski, dividieron las propiedades de Malnava y Salnava entre ellos: Malnava se convirtió en propiedad de Mikolaj. Después de la abolición de la servidumbre, tuvieron lugar disturbios en 1863. El Barón Julius von der Ropp compró la mansión en 1878, durante el cual los campesinos protestaron contra el censo de almas (1881). En 1906 S. F. Agarkov adquirió la mansión. Inmediatamente antes de la Primera Guerra Mundial, la mansión era propiedad del teniente Alexander Alexandrovna Svetšina (nacido Svetišina), la esposa del Teniente General Ivan Nikolaevich Svetshin (1863-1930), que vivía en San Petersburgo. Después de la reforma agraria letona en la década de 1920 la casa señorial fue nacionalizada y los terrenos divididos.
Durante la II Guerra Mundial Adolf Hitler visitó el cuartel general del Grupo de Ejércitos Norte en Malnava. En 2005, la TV letona filmó una película llamada "Un Paso en la Torre" sobre este hecho. Una nueva mansión, más grande, fue construida después de que ocurrieran extensos daños en la estructura previa cerca del fin de la II Guerra Mundial. El edificio ahora es parte del colegio de Malnava y de una escuela secundaria (lv), que proporciona formación agrícola y técnica.

## Parque de la Mansión
El Parque de Malnava es un objeto cultural e histórico digno de mención, plantado en torno a 1830, durante el tiempo del Conde Shadurska. El propio Conde era un apasionado de la naturaleza y estaba interesado en la jardinería, de tal modo que decidió plantar el parque detrás de la mansión. Como no era letón, estaba interesado en árboles y arbustos exóticos. El parque ocupa un área de 18 hectáreas. Existe un estanque con una fuente en el parque. El parque tiene un diseño regular con elementos de estilo francés, geométricos (simétricos, a la izquierda y a la derecha, visto desde la puerta blanca), uno de los más antiguos en Letonia y, si no hubiera sido afectado por la guerra, sería más rico en especies extranjeras.
Crecen aquí especies de árboles nativos: arces, fresnos, robles, tilos, avellanos, frágiles sauces, olmos; de los raros, varias especies de abetos, árboles de la vida, arce tártaro, álamo canadiense, nogal, etc. En el parque también crece una rara acacia, el árbol más común en el parque es el alerce. En total, 51 de estas especias están plantados, todos introducidos en esta zona donde no crecían previamente. Se erigió un muro de piedra con tejado de tejas alrededor del parque. Algunas piedras han sobrevivido hasta hoy en día. Locales cuentan historias sin confirmar sobre pasadizos subterráneos desde el parque a la Parroquia de Goliševa y la Estación de Kārsava.